# Rassa (Piemont)
Rassa település Olaszországban, Piemont régióban, Vercelli megyében. Lakosainak száma 63 fő (2023. január 1.). Rassa Andorno Micca, Campertogno, Gaby, Gressoney-Saint-Jean, Piode, Alagna Valsesia, Tavigliano és Pettinengo községekkel határos.

## Népesség
A település népességének változása:
| Lakosok száma | 67   | 66   | 63   |
|               | 2017 | 2018 | 2023 |